# トータル・メディア・エージェンシー
株式会社トータル・メディア・エージェンシー(Total Media Agency、TMA)は、日本のアダルトビデオメーカー。

## 概要
傘下レーベルに青空ソフト、品番別に数種類を使用し作品内容を分けている。通常の女優作品の他、コスプレ、女装、男性オナニー作品もリリースしている。また、アダルトグッズ部門としてタマトイズ(後述)がある。
日本ビデオ倫理協会（ビデ倫）加盟メーカーではあるが、セル専門メーカーとして発足、レンタル向けへの参入は2002年と比較的遅かった。コンピュータソフトウェア倫理機構（ソフ倫）にも加盟しており、作品により審査団体を使い分けている。現在はIPPA、VSICとなっている。
マルクス兄弟のセルDVDはビデ倫脱退（2003年）までTMAが販売元であった。
2006年12月22日、AV業界で初めてブルーレイディスクを発売。2009年8月7日、また業界初のmicroSDによる作品を発売。
パロディ系作品では原作再現のためのドラマシーンに尺が割かれているものも多く、アダルトビデオメーカーでは珍しく、絡みシーンを廃したドラマシーンのみのコスプレ総集編作品（全年齢対応コンシューマ版）もリリースされた。
ライターでコスプレイヤーの椎名蜜は「パロディに異常な情熱を注ぐ」「AVメーカーとしてあるまじきバランス」と批評している。
2019年6月19日には、世界初の「バーチャルYouTuber（VTuber）公式コスプレAV」である『DeepWeb Underground 西田カリナ』を発売。これを皮切りに、VTuberについては、パロディではなく本人から公式に許可を得た作品を取り扱うようになる。
国内外のアダルト展示会への出展や自社イベントの開催も積極的に行っており、代表的な自社イベントとしては"AV女優と逢えるアニソン＆J-POPイベント"という触れ込みで開催している「アニクラTMA」が存在する。
コロナ禍の影響で開催を休止していた時期もあったが、2023年9月29日には約4年ぶりに「第12回アニクラTMA AV女優と逢えるアニソン＆J-POPイベント4年ぶりの返り咲き『復活響宴』」が新宿ロフトで開催された。

### タマトイズ
2011年から展開している、同社のアダルトグッズ販売ブランド。
アダルトビデオ作品と同様、二次元コンテンツ寄りの商品展開を特徴とし、人気イラストレーター・アダルトゲーム・VTuberとのコラボレーション商品も多数発売している。
また、自社においても広報担当キャラクターの「すーぱーたま娘(にゃん)」を始めとするVTuber事業を行っており、2021年4月にはVTuberサークル「たまぷろじぇくと」を設立。
TMAからは所属VTuberの実写AV化、タマトイズからは自社商品パッケージイラストのVTuber化や所属VTuberのグッズ化といった相互展開を行っている。

## アニメ等コスプレ系の主な作品
元ネタのストーリー仕立てになっていない作品もある。ブルーレイディスク版ではタイトルに「HD」が付記される。
| 発売日         | タイトル                                                              | 元ネタの作品名                                                                                         | 上映時間（分） | 備考     |
| -------------- | --------------------------------------------------------------------- | --- | -------------- | -------- |
| 2002年3月29日  | Pureキャロットへようこそ!!                                            | Piaキャロットへようこそ!!                                                                              | 180            |          |
| 2002年8月9日   | 調教愛奴〜ひなこ〜                                                    | 花右京メイド隊                                                                                         | 180            |          |
| 2003年3月14日  | 警備しちゃうぞ!                                                       | 逮捕しちゃうぞ                                                                                         | 180            |          |
| 2003年11月14日 | 爆乳戦隊チチレンジャー                                                | 爆竜戦隊アバレンジャー                                                                                 | 160            |          |
| 2004年8月13日  | 霪〜緋色の蝶〜                                                        | 零 紅い蝶                                                                                              | 150            |          |
| 2004年8月20日  | マリア様がみている                                                    | マリア様がみてる                                                                                       | 200            |          |
| 2005年8月12日  | READY TO RUMBLE                                                       | ランブルローズ                                                                                         | 210            |          |
| 2006年4月14日  | Faith/stay knight                                                     | Fate/stay night                                                                                        | 190            |          |
| 2006年4月23日  | Pureキャロットへようこそ!!P.O.                                        | Piaキャロットへようこそ!!G.O.                                                                          | 180            |          |
| 2006年4月28日  | メイド姉妹                                                            | 英國戀物語エマ                                                                                         | 200            |          |
| 2006年5月12日  | それが私の御主人様                                                    | これが私の御主人様                                                                                     | 180            |          |
| 2006年12月15日 | 涼宮ハヒルの憂鬱                                                      | 涼宮ハルヒの憂鬱                                                                                       | 140            |          |
| 2007年5月25日  | 涼宮ハヒルの消失                                                      | 涼宮ハルヒの消失                                                                                       | 120            |          |
| 2007年7月27日  | ひぐらしがなく頃に                                                    | ひぐらしのなく頃に                                                                                     | 180            |          |
| 2007年8月10日  | ロゼーン・メイデン                                                    | ローゼンメイデン                                                                                       | 110            |          |
| 2007年11月23日 | きら☆すた                                                             | らき☆すた                                                                                              | 140            |          |
| 2007年12月28日 | コスプレ無双                                                          | 真・三國無双シリーズ                                                                                   | 120            |          |
| 2008年9月12日  | 平○綾の憂鬱                                                           | 涼宮ハルヒの憂鬱                                                                                       | 120            |          |
| 2008年9月26日  | EVER RE TAKE                                                          | 『新世紀エヴァンゲリオン』の同人作品「RE TAKE」                                                        | 120            |          |
| 2008年10月10日 | コードエロス 淫虐のコスプレイヤー                                     | コードギアス 反逆のルルーシュ                                                                          | 180            |          |
| 2008年11月14日 | CLONNAD                                                               | CLANNAD                                                                                                | 120            |          |
| 2009年1月16日  | THE ADULTM@STER                                                       | THE IDOLM@STER                                                                                         | -              | [ 注 1 ] |
| 2009年4月24日  | コスプレイヤーFrontier                                                | マクロスFrontier                                                                                       | 120            |          |
| 2009年5月22日  | コスプレ例大祭                                                        | 東方Project                                                                                            | 240            | [ 注 2 ] |
| 2009年8月28日  | コスプレイヤーウィッチーズ                                            | ストライクウィッチーズ                                                                                 | 120            |          |
| 2009年10月9日  | 軽音部!                                                               | けいおん!                                                                                              | 100            |          |
| 2009年10月30日 | 改めて、涼宮ハヒルの憂鬱&消失                                         | 涼宮ハルヒ                                                                                             | 240            |          |
| 2009年12月25日 | コスプレイヤー:破                                                     | ヱヴァンゲリヲン新劇場版:破                                                                            | 240            |          |
| 2010年5月21日  | コスプレイヤー Dani Jensen                                            | マクロスFrontier                                                                                       | 120            |          |
| 2010年7月9日   | コスプレイヤー つぼみ                                                 | けいおん!                                                                                              | 120            |          |
| 2011年1月28日  | コスプレイヤー 妃悠愛                                                 | マクロスFrontier                                                                                       | 120            |          |
| 2011年2月25日  | コスプレイヤー 今村美穂                                               | けいおん!                                                                                              | 120            |          |
| 2011年2月25日  | 俺の義妹がこんなにエロいわけがない                                    | 俺の妹がこんなに可愛いわけがない                                                                       | 120            |          |
| 2011年5月27日  | コスプレ例大祭2                                                       | 東方Project                                                                                            | 240            |          |
| 2011年6月24日  | 痴漢バス軽音部！                                                      | けいおん!                                                                                              | 120            |          |
| 2011年6月24日  | 巨乳コスプレイヤー                                                    | ONE PIECE                                                                                              | 120            |          |
| 2011年7月8日   | コスプレ少女まじかる☆マジック                                         | 魔法少女まどか☆マギカ                                                                                  | 120            |          |
| 2011年7月22日  | とある卑猥な仮装少女                                                  | とある魔術の禁書目録                                                                                   | 180            |          |
| 2011年8月26日  | 非日常                                                                | 日常                                                                                                   | 120            |          |
| 2011年11月11日 | セーラー戦士                                                          | 美少女戦士セーラームーン                                                                               | 120            |          |
| 2011年11月25日 | LAYERS;GATE                                                           | STEINS;GATE                                                                                            | 240            | [ 注 3 ] |
| 2011年12月23日 | 魔法少女コスプレまじかる☆マジック リターンズ                          | 魔法少女まどか☆マギカ                                                                                  | 120            |          |
| 2012年1月27日  | コスプレ例大祭3                                                       | 東方Project                                                                                            | 240            |          |
| 2012年3月23日  | 僕の数少ない友達                                                      | 僕は友達が少ない                                                                                       | 120            |          |
| 2012年4月27日  | コスプレ例大祭SP                                                      | 東方Project                                                                                            | 480            |          |
| 2012年5月25日  | ペロフェラ                                                            | ペルソナ4                                                                                              | 120            |          |
| 2012年6月8日   | Faith/ero                                                             | Fate/Zero                                                                                              | 120            |          |
| 2012年7月27日  | 浚●ヒロイン プリティー戦士                                            | ふたりはプリキュア                                                                                     | 120            |          |
| 2012年8月10日  | がちゆり                                                              | ゆるゆり                                                                                               | 120            |          |
| 2012年8月24日  | 好きで好きで、すきで                                                  | 好きで好きで、すきで                                                                                   | 115            |          |
| 2012年9月28日  | コスプレ例大祭4                                                       | 東方Project                                                                                            | 240            |          |
| 2012年11月23日 | セーラー戦士2                                                         | 美少女戦士セーラームーン                                                                               | 120            |          |
| 2012年11月25日 | ハートキャプターさくや                                                | カードキャプターさくら                                                                                 | 120            |          |
| 2012年12月7日  | 凌辱ヒロイン クローバーZ                                              | ももいろクローバーZ                                                                                    | 180            |          |
| 2012年12月15日 | 京菓                                                                  | 氷菓                                                                                                   | 122            |          |
| 2013年2月22日  | コスプレイヤーTIFFANY FOX                                             | TIGER&BUNNY                                                                                            | 120            |          |
| 2013年3月8日   | コスプレ例大祭5                                                       | 東方Project                                                                                            | 240            |          |
| 2013年4月26日  | 東方タッグ                                                            | 東方Project                                                                                            | 120            |          |
| 2013年5月24日  | コスプレイヤー:Q                                                      | ヱヴァンゲリヲン新劇場版:Q                                                                             | 120            |          |
| 2013年6月21日  | 浚●ヒロイン プリティー戦士 イエローオールスターズ                     | プリキュア オールスターズ                                                                              | 120            |          |
| 2013年6月21日  | 巨乳すぎるコスプレ美少女に生中出し                                    | 僕は友達が少ない                                                                                       | 120            |          |
| 2013年7月26日  | 淫乱カグラ                                                            | 閃乱カグラ                                                                                             | 180            |          |
| 2013年7月26日  | 爆乳コスプレ美少女にぶっかけ中出し                                    | 中二病でも恋がしたい!                                                                                  | 120            |          |
| 2013年8月9日   | 厨二病なら恋しよう!                                                   | 中二病でも恋がしたい!                                                                                  | 190            |          |
| 2013年9月13日  | 美少女剣士ア○ナ                                                       | ソードアート・オンライン                                                                               | 120            |          |
| 2013年9月25日  | ガールズ&プッシー                                                     | ガールズ&パンツァー                                                                                    | 129            |          |
| 2013年10月25日 | コスプレ例大祭6                                                       | 東方Project                                                                                            | 240            |          |
| 2013年11月22日 | 痴漢バス ラブアイブ                                                   | ラブライブ!                                                                                            | 90             |          |
| 2013年11月22日 | 美少女剣士ミ○サ                                                       | 進撃の巨人                                                                                             | 120            |          |
| 2013年11月22日 | コスプレイヤー補完計画                                                | 新世紀エヴァンゲリオン                                                                                 | 480            |          |
| 2013年12月27日 | プラグスーツチルドレン                                                | 新世紀エヴァンゲリオン                                                                                 | 120            |          |
| 2013年12月27日 | 俺の黒○がこんなに可愛いわけがない                                     | 俺の妹がこんなに可愛いわけがない                                                                       | 240            |          |
| 2014年1月24日  | 博○霊夢                                                               | 東方Project                                                                                            | 60             |          |
| 2014年1月24日  | Immoral School                                                        | Infinite Stratos                                                                                       | 240            |          |
| 2014年1月24日  | 僕は肉しか見たくない                                                  | 僕は友達が少ない                                                                                       | 240            |          |
| 2014年2月21日  | 射命○文                                                               | 東方Project                                                                                            | 60             |          |
| 2014年2月21日  | セックスア○ナ・オンライン                                             | ソードアート・オンライン                                                                               | 240            |          |
| 2014年3月7日   | ただでさえ天使の○クさんが12人8時間も入って1980円                      | VOCALOID                                                                                               | 480            |          |
| 2014年4月11日  | コスプレイヤー みづなれい                                             | 新世紀エヴァンゲリオン                                                                                 | 120            |          |
| 2014年5月9日   | 美少女剣士纏○子                                                       | キルラキル                                                                                             | 120            |          |
| 2014年5月23日  | 魔法性女エロス☆マギカ                                                 | 魔法少女まどか☆マギカ                                                                                  | 240            |          |
| 2014年6月13日  | ATTACK ON BOYSLOVE                                                    | 進撃の巨人                                                                                             | 60             |          |
| 2014年8月22日  | 征服王女ヴィニエ○ラ様                                                 | 世界征服〜謀略のズヴィズダー〜                                                                         | 130            |          |
| 2014年10月24日 | コスプレイヤー 有村千佳                                               | ソードアート・オンライン                                                                               | 150            |          |
| 2014年10月31日 | ふたなりマリア様                                                      | マリア様がみてる                                                                                       | 120            |          |
| 2014年10月31日 | コスプレイヤー Lily La Beau                                           | クイーンズブレイド                                                                                     | 120            |          |
| 2014年12月26日 | ラブアイブ!                                                           | ラブライブ!                                                                                            | 240            |          |
| 2015年9月25日  | ご注文はこの娘ですか？                                                | ご注文はうさぎですか?                                                                                  | 150            |          |
| 2016年3月25日  | ラブアイブ! セクシーアイドルフェスティバル                            | ラブライブ! スクールアイドルフェスティバル                                                             | 240            |          |
| 2016年4月22日  | 冴えない女優の育てかた                                                | 冴えない彼女の育てかた                                                                                 | 240            |          |
| 2016年9月23日  | ラブアイブ! サンシャイン!!                                            | ラブライブ! サンシャイン!!                                                                             | 240            |          |
| 2016年9月23日  | この素晴らしいコスプレ世界に祝福を！                                  | この素晴らしい世界に祝福を!                                                                            | 140            |          |
| 2016年10月28日 | 美少女銃戦士まりあ                                                    | 甲鉄城のカバネリ                                                                                       | 150            |          |
| 2017年3月24日  | コスプレイヤーレズビアン乱交                                          | re:ゼロから始める異世界生活 この素晴らしい世界に祝福を! 魔法少女まどか☆マギカ 美少女戦士セーラームーン | 147            |          |
| 2017年4月28日  | 美少女剣士カリナ                                                      | Fate/stay night                                                                                        | 190            |          |
| 2017年5月26日  | 可愛すぎる魔法少女5人とパジャマで中出し性交                           | 魔法少女まどか☆マギカ                                                                                  | 180            |          |
| 2017年7月28日  | 美少女剣士ミ○サ&クリ○タ                                               | 進撃の巨人                                                                                             | 180            |          |
| 2017年7月28日  | けも耳コスプレイヤーズ                                                | けものフレンズ                                                                                         | 120            |          |
| 2017年7月28日  | Re:エロから始まるVR異世界性活                                         | Re:ゼロから始める異世界生活                                                                            | 55             |          |
| 2017年8月25日  | Faith/Grand Orgasm                                                    | Fate/Grand Order                                                                                       | 210            |          |
| 2017年8月31日  | Faith/Grand Orgasm VR                                                 | Fate/Grand Order                                                                                       | 82             |          |
| 2017年8月31日  | VRセックスアートオンライン                                            | ソードアート・オンライン                                                                               | 28             |          |
| 2017年9月29日  | エロVR先生                                                            | エロマンガ先生                                                                                         | 43             |          |
| 2017年10月27日 | VRけも耳コスプレイヤーズ                                              | けものフレンズ                                                                                         | 47             |          |
| 2018年1月26日  | Faith/Grand Orgasm 2                                                  | Fate/Grand Order                                                                                       | 200            |          |
| 2018年4月27日  | 艦隊美少女コスプレイヤー                                              | アズールレーン                                                                                         | 120            |          |
| 2018年7月27日  | えろキャン△                                                           | ゆるキャン△                                                                                            | 150            |          |
| 2018年12月28日 | Faith/Grand Orgasm3 セクシーサーヴァント・サマー・フェスティバル      | Fate/Grand Order                                                                                       | 180            |          |
| 2018年12月28日 | ゴブリンレイプ ～孕むまで種付け中出し凌辱輪姦される美少女冒険者たち～ | ゴブリンスレイヤー                                                                                     | 180            |          |
| 2019年4月26日  | 異世界に転生してエルフ酒場に入ったらモテモテだった件                  | 転生したらスライムだった件                                                                             | 150            |          |
| 2019年11月22日 | 鬼詰のオメコ 渚みつき                                                 | 鬼滅の刃                                                                                               | 140            | [ 注 4 ] |
| 2019年11月22日 | ピストン攻撃が全身攻撃で2回絶頂のお母さんは好きですか?                | 通常攻撃が全体攻撃で二回攻撃のお母さんは好きですか?                                                    | 180            |          |
| 2019年12月27日 | 名器の子 枢木あおい                                                   | 天気の子                                                                                               | 120            |          |
| 2020年2月29日  | VRからかい上手の永瀬さん 永瀬ゆい                                     | からかい上手の高木さん                                                                                 | 165            |          |
| 2020年3月27日  | 膣の勇者の反り上がり 飛鳥りん                                         | 盾の勇者の成り上がり                                                                                   | 122            |          |
| 2020年5月22日  | ヴァギナレコード 魔法美少女まじかる☆マジック外伝 奏音かのん           | マギアレコード 魔法少女まどか☆マギカ外伝                                                               | 120            |          |
| 2020年9月25日  | FINAL FUCKER.VH MAKELOVE 蓮実クレア                                   | FINAL FANTASY VII                                                                                      | 100            |          |
| 2020年10月23日 | 鬼詰のオメコ 無限発射編                                               | 劇場版 鬼滅の刃 無限列車編                                                                             | 130            | [ 注 4 ] |
| 2021年4月24日  | ネコぱこ                                                              | ネコぱら                                                                                               | 150            |          |
| 2021年06月30日 | 鬼詰のオメコ -勃起機能回復編- 永野いち夏                              | 鬼滅の刃                                                                                               | 85             | [ 注 4 ] |
| 2021年10月22日 | 鬼詰のオメコ 総集編                                                   | 鬼滅の刃                                                                                               | 240            | [ 注 4 ] |
| 2021年10月29日 | 鬼詰のオメコ -二人称主観・鬼詰隊兄妹外伝- 渚みつき                    | 鬼滅の刃                                                                                               | 120            | [ 注 4 ] |
| 2021年11月26日 | Re:エロから始まる異世界性活 SPECIAL BEST 4時間                        | Re:ゼロから始める異世界生活                                                                            | 240            |          |
| 2021年12月24日 | 痴術廻戦                                                              | 呪術廻戦                                                                                               | 120            |          |
| 2021年12月24日 | VR痴術廻戦                                                            | 呪術廻戦                                                                                               | 124            |          |
| 2023年4月28日  | ディルドーマン                                                        | チェンソーマン                                                                                         | 121            |          |